# Miss Mundo 1997
Miss Mundo 1997 fue la 47.ª edición del certamen de Miss Mundo y se celebró en Plantation Club, en Baie Lazare (Seychelles) el 22 de noviembre de 1997. 86 delegadas compitieron por la corona. Al final del evento, la representante de India Diana Hayden ganó el título. Richard Steinmetz fue el animador del certamen, mientras que sensación latina Ricky Martin se presentó en el evento. Hayden pasó a ganar el concurso de Miss Mundo 1997 a la edad de 24 años, coronada por Miss Mundo 1996 Irene Skliva.

## Resultados
| Resultados finales      | Finalista |
| ----------------------- | --- |
| Miss Mundo 1997         | - India - Diana Hayden |
| 1.ª finalista           | - Nueva Zelanda - Lauralee Martinovich |
| 2.ª finalista           | - Sudáfrica - Jessica Motaung |
| Finalistas (Top 5)      | - Turquía - Çağla Şikel - Tailandia - Tanya Suesuntisook                                                                                            |
| Semifinalistas (Top 10) | - Australia - Laura Csortan - Líbano - Joëlle Buhlok - Malasia - Arianna Teoh - Reino Unido - Vicki-Lee Walberg - Estados Unidos - Sallie Toussaint |

### Premiaciones especiales
- Miss Personalidad: Tanya Suesuntisook  Tailandia
- Miss Fotogénica: Diana Hayden  India
- Mejor Traje Nacional: Lauralee Martinovich  Nueva Zelanda
- Mejor Vestido de Baño: Diana Hayden  India
- Mejor en Vestido de Noche: Sofia Joelsson  Suecia

### Reinas Continentales
| Continental Queen | Contestant                          |
| ----------------- | ----------------------------------- |
| África            | - Sudáfrica - Jessica Motaung       |
| América           | - Estados Unidos - Sallie Toussaint |
| Asia y Oceanía    | - India - Diana Hayden              |
| Caribe            | - Jamaica - Michell Moodie          |
| Europa            | - Turquía - Çağla Şıkel             |

## Candidatas
| - Alemania - Katja Glawe - Argentina - Natalia Pombo - Aruba - Michella Laclé Croes - Australia - Laura Csortan - Austria - Susanne Nagele - Bahamas - Alevta Adderley - Bélgica - Sandrine Corman - Bolivia - Mitzy Suárez Saucedo - Bosnia y Herzegovina - Elma Terzić - Botsuana - Mpule Kwelagobe - Brasil - Fernanda Rambo Agnes - Bulgaria - Simona Velitchkova - Canadá - Keri-Lynn Power - Cabo Verde - Carmelinda Gonçalves - Chile - Paulina Mladinic - Chipre - Galatia Charalambidou - Colombia - Gladys Buitrago Caicedo - Corea del Sur - Kim Jin-ah - Costa Rica - Rebeca Escalante Trejas - Croacia - Martina Novosel - Ecuador - Clio Olayo Frías - Egipto - Amal Shawky Soliman - Eslovaquia - Marietta Senkacová - Eslovenia - Maja Šimec - España - Nuria Avellaneda Gallego - Estados Unidos - Sallie Toussaint - Estonia - Mairit Roonsar - Filipinas - Kristine Rachel Gumabao Florendo - Finlandia - Minna Lehtinen - Francia - Laure Belleville - Ghana - Benita Sena Somolekae - Gibraltar - Rosanna Ressa - Grecia - Eugenia Limantzaki - Guatemala - Lourdes Mabel Valencia Bobadilla - Holanda – Sonja Aldina Silva - Honduras - Hansel Cristina Caceres Teruel - Hong Kong - Vivian Lee Ming-Wai - Hungría - Beata Petes - India - Diana Hayden - Irlanda - Andrea Roche - Islas Caimán - Cassandra Powell - Islas Vírgenes Británicas - Zoe Jennifer Walcott - Islas Vírgenes de los Estados Unidos - Taisha Regina Gomes | - Israel - Mirit Greenberg - Italia - Irene Lippi - Jamaica - Michelle Moodie - Japón - Shinobu Saraie - Letonia - Liga Graudumniece - Líbano - Joëlle Buhlok - Lituania - Asta Vyšniauskaitė - Macao - Agnes Lo - Malasia - Arianna Teoh - Malta - Sarah Vella - México - Blanca Delfina Soto Benavides - Namibia - Sheya Shipanga - Nepal - Jharana Bajracharya - Noruega - Charlotte Høiåsen - Nueva Zelanda - Lauralee Martinovich - Panamá - Patricia Aurora Bremner Hernández - Paraguay - Mariela Quiñónez García - Perú - Claudia María Luque Barrantas - Polonia - Roksana Jonek - Portugal - Icilia Silva Berenguel - Puerto Rico - Áurea Isis Marrero Nieves - Reino Unido - Vicki-Lee Walberg - República Checa - Terezie Dobrovolná - República Dominicana - Carolina Estrella Peña - Rusia - Liudmila Popova - Seychelles - Michelle Lane - Singapur - Jasmine Wong - Sudáfrica - Jessica Motaung - Suecia - Sofia Joelsson - Suiza - Tanja Gutmann - Suazilandia - Xoliswa Mkhonta - Taiwán - Fang Su-Ling - Tanzania - Saida Joy Kessys Sashays - Tailandia - Tanya Suesuntisook - Trinidad y Tobago - Mandy Jagdeo - Turquía - Çağla Şıkel - Ucrania - Kseniya Kuz'menko - Uganda - Lillian Acom - Uruguay - Ana González Kwasny - Venezuela - Christina Dieckmann Jiménez - Yugoslavia - Tamara Saponijić - Zambia - Tukuza Tembo - Zimbabue - Una Patel |

## Acerca de las Naciones Participantes

### Debut
- Cabo Verde y Nepal compitieron en Miss Mundo por primera vez.

### Regresos
- Egipto compitió por última vez en 1990.
- Honduras, Malta y Namibia compitieron por última vez en 1993.
- Bahamas y las Islas Caimán compitieron por última vez en 1995 después de una recuperación de 1 año a partir de la crisis financiera y el patrocinio.

### Retiros
- Nigeria no compitió en Miss Mundo por falta de patrocinio y conflictos de programación.
- Curazao no envió una candidata en Miss Mundo.
- Guam no compitió debido a ningún apoyo de patrocinios y la financiación.

## Acerca de las Candidatas
- Mpule Kwelagobe de Botsuana ganó el título de Miss Universo 1999 en Trinidad y Tobago, además de que su nación debutara en Miss Universo.
- Andrea Roche de Irlanda compitió en Miss Universo 1998 y fue semifinalista.
- Laura Csortan de Australia ganó el premio de Miss Simpatía en Miss Universo 1997.
- Esta fue la primera vez que ningún país latinoamericano clasificó en las semifinales.
- Este año marcó la última vez que Miss Reino Unido clasificó a la fase de semifinales.
- 8 de los 10 países que lo hicieron en las semifinales, no estaban en las semifinales del año pasado: Líbano (1975), Tailandia (1989), Nueva Zelanda y Turquía (1991), Estados Unidos (1993), Malasia y Reino Unido (1994), y Australia (1995).